# Eurycope dahli
Eurycope dahli là một loài chân đều trong họ Munnopsidae. Loài này được Svavarsson miêu tả khoa học năm 1987.